# 约万·波波维奇
约万·波波维奇（1987年5月11日—），塞尔维亚男子赛艇运动员。他曾代表塞尔维亚和黑山、塞尔维亚参加世界赛艇锦标赛，获得一枚金牌和一枚银牌。